# Of Wolf and Man
Of Wolf and Man (1991) je jeden ze songů americké metalové skupiny Metallica z jejího komerčně nejúspěšnějšího alba Metallica. Píseň se týká odvěkého vztahu mezi lidmi a vlky. Temnou atmosféru písně umocňuje úsek, kdy James Hetfield přeříkává část textu, která je doprovázena vytím vlků v pozadí. V písni nechybí také Hammettovo sólo. 
Píseň je fanoušky oslavována jako jedna z těch tvrdších od Metallicy a bývá dodnes občasně hrána na koncertech.
V roce 1999 vyšla symfonická verze této písně, kde James zaměnil Of Wolf and Man za Of Wolfgang and Man, čímž měl na mysli Wolfganga Amadea Mozarta.